# Henrik Lundgaard
Henrik Lundgaard (Hedensted, 26 febbraio 1969) è un pilota di rally e pilota automobilistico danese, vincitore del campionato europeo rally nel 2000 su Toyota Corolla WRC.
Ha preso a vari Campionati del Mondo Rally, tra cui quello del 1997 dove è andato a punti.
Nel 2000 ha vinto il campionato europeo di rally su una Toyota Corolla WRC. È stato anche pilota in pista, gareggiando in una stagione nell'European Touring Car Cup 2007 e anche del Danish Touring car Championship arrivando 2º nel 2004 e 2008.
I suoi tre i figli Lundgaard, Christian e Daniel, sono anche loro piloti da corsa, in competizione rispettivamente nei campionati di Formula 2 e Formula 4 danese.

## Palmarès
- Campionato europeo rally: 
2000 su Toyota Corolla WRC[3]

## Risultati nel mondiale rally

### WRC
| 1995 | Scuderia | Vettura                |     |  |  |  |  |  |  |  |  |  |  |  |  |  |  |  | Punti | Pos. |
| ---- | -------- | ---------------------- | --- |  |  |  |  |  |  |  |  |  |  |  |  |  |  |  | ----- | ---- |
| 1995 |          | Opel Calibra Turbo 4x4 | Rit |  |  |  |  |  |  |  |  |  |  |  |  |  |  |  | 0     |      |

| 1997 | Scuderia | Vettura                       |   |  |  |  |  |  |  |  |  |  |  |  |  |  |  |  | Punti | Pos. |
| ---- | -------- | ----------------------------- | - |  |  |  |  |  |  |  |  |  |  |  |  |  |  |  | ----- | ---- |
| 1997 |          | Toyota Celica GT-Four (ST205) | 6 |  |  |  |  |  |  |  |  |  |  |  |  |  |  |  | 1     | 32º  |

| 1998 | Scuderia                    | Vettura                                          |     |  |  |  |  |  |  |  |  |  |  |  |     |  |  |  | Punti | Pos. |
| ---- | --------------------------- | ------------------------------------------------ | --- |  |  |  |  |  |  |  |  |  |  |  | --- |  |  |  | ----- | ---- |
| 1998 | Toyota Castrol Team Denmark | Toyota Celica GT-Four (ST205) Toyota Corolla WRC | Rit |  |  |  |  |  |  |  |  |  |  |  | Rit |  |  |  | 0     |      |

| 1999 | Scuderia | Vettura            |   |  |  |  |     |    |  |  |  |  |  |    |  |  |  |  | Punti | Pos. |
| ---- | -------- | ------------------ | - |  |  |  | --- | -- |  |  |  |  |  | -- |  |  |  |  | ----- | ---- |
| 1999 |          | Toyota Corolla WRC | 9 |  |  |  | Rit | 11 |  |  |  |  |  | 11 |  |  |  |  | 0     |      |

| 2000 | Scuderia | Vettura            |     |  |  |  |    |  |  |  |  |  |  |     |  |  |  |  | Punti | Pos. |
| ---- | -------- | ------------------ | --- |  |  |  | -- |  |  |  |  |  |  | --- |  |  |  |  | ----- | ---- |
| 2000 |          | Toyota Corolla WRC | Rit |  |  |  | 12 |  |  |  |  |  |  | Rit |  |  |  |  | 0     |      |

| 2001 | Scuderia                    | Vettura            |  |    |     |  |  |     |    |  |  |  |    |  |    |  |  |  | Punti | Pos. |
| ---- | --------------------------- | ------------------ |  | -- | --- |  |  | --- | -- |  |  |  | -- |  | -- |  |  |  | ----- | ---- |
| 2001 | Toyota Castrol Team Denmark | Toyota Corolla WRC |  | 15 | Rit |  |  | Rit | 11 |  |  |  | 15 |  | 14 |  |  |  | 0     |      |

| Legenda | 1º posto | 2º posto | 3º posto | A punti | Senza punti | Ritirato | Squalificato | NP=Non partito C=Gara cancellata | Apice=Power stage |

### 2-L WC
| 1995 | Scuderia | Vettura                |     |  |  |  |  |  |  |  |  |  |  |  |  |  |  |  | Punti | Pos. |
| ---- | -------- | ---------------------- | --- |  |  |  |  |  |  |  |  |  |  |  |  |  |  |  | ----- | ---- |
| 1995 |          | Opel Calibra Turbo 4x4 | Rit |  |  |  |  |  |  |  |  |  |  |  |  |  |  |  | 0     |      |

| Legenda | 1º posto | 2º posto | 3º posto | A punti | Senza punti | Ritirato | Squalificato | NP=Non partito C=Gara cancellata | Apice=Power stage |

### Teams Cup
| 2001 | Scuderia                    | Vettura            |  |   |     |  |  |     |   |  |  |  |   |  |   |  |  |  | Punti | Pos. |
| ---- | --------------------------- | ------------------ |  | - | --- |  |  | --- | - |  |  |  | - |  | - |  |  |  | ----- | ---- |
| 2001 | Toyota Castrol Team Denmark | Toyota Corolla WRC |  | 1 | Rit |  |  | Rit | 1 |  |  |  | 1 |  | 2 |  |  |  |       |      |

| Legenda | 1º posto | 2º posto | 3º posto | A punti | Senza punti | Ritirato | Squalificato | NP=Non partito C=Gara cancellata | Apice=Power stage |